# 林維揚
林維揚（英語：William W. Lin，1955年10月13日—），中華民國外交官，曾任駐汶萊臺北經濟文化辦事處代表。

## 學歷
- 國立政治大學政治學學士（1978年）[1]
- 外交考試（1983年）[1]

## 職業生涯
2015年8月至2017年5月任駐澳大利亞臺北經濟文化辦事處副代表（公使級、副團長）。
2017年5月28日，新任駐汶萊臺北經濟文化辦事處代表林維揚抵汶履新。
2019年，林維揚離任回國。